# Andrés Baiz Ochoa
Andrés Baiz Ochoa (Cali, valle del Cauca, 1975), també conegut com a Andi Baiz, és un director i guionista de cinema colombià. Com a director de cinema, el seu primer llargmetratge va ser Satanás, basat en el llibre del mateix nom. També és conegut per dirigir la pel·lícula La cara oculta i per les sèries de televisió Metástasis i Narcos.

## Biografia
Va anar al Colegio Bolívar i més tard es va graduar a la Tisch School of the Arts de la Universitat de Nova York amb una especialitat en cinema i televisió. Després de graduar-se, va ser tutoritzat pel director francès Raphael Nadjari, amb qui va produir 4 curtmetratges de terror. Després va treballar per a la productora de vídeo Centro-Films com a productor, director i editor durant 2 anys. També va treballar com a crític de cinema a la revista Loft entre el 2001 i el 2004. Ha treballat al departament de producció de cinc llargmetratges: Bringing Out the Dead, Zoolander, The Cremaster Cycle, María, llena eres de gracia i The Fittest. El seu curtmetratge Hoguera va ser seleccionat per participar en la Quinzena de Directors del 60è Festival Internacional de Cinema de Canes de 2007. Baiz ha escrit i dirigit 5 curtmetratges, 3 videoclips i 1 documental.

## Filmografia

### Llargmetratge
| 2004 | Sin amparo     |    |    | Sí |  |
| 2007 | Satanás        | Sí | Sí |    |  |
| 2011 | La cara oculta | Sí | Sí |    |  |
| 2013 | Roa            | Sí | Sí |    |  |

### Sèries de televisió
| 2010      | El cartel      | Sí |  | Un episodi (Episodi 1 de la temporada 2). |
| 2011      | Infiltrados    | Sí |  | Un episodi (El asesinato de un Coronel).  |
| 2014      | Metástasis     | Sí |  | 8 episodis.                               |
| 2015-2017 | Narcos         | Sí |  | 12 episodis.                              |
| 2018      | Narcos: Mexico | Sí |  | 4 episodis.                               |

### Curtmetratge
| Any  | Curtmetratge     | Acreditat com a | Acreditat com a | Acreditat com a | Acreditat com a | Acreditat com a | Acreditat com a |
| Any  | Curtmetratge     | Director        | Guionista       | Productor       | Editor          | Notes           |                 |
| ---- | ---------------- | --------------- | --------------- | --------------- | --------------- | --------------- | --------------- |
| 2000 | Payaso Hijueputa | Sí              | Sí              | Sí              | Sí              |                 |                 |
| 2004 | Soleado          |                 |                 |                 | Sí              |                 |                 |
| 2007 | Hoguera          | Sí              | Sí              | Sí              | Sí              |                 |                 |
| 2008 | Passing By       | Sí              |                 |                 | Sí              |                 |                 |